# Alfred Schütz
Alfred Schütz, född 13 april 1899 i Wien, död 20 maj 1959 i New York, var en österrikisk sociolog. Han var professor i sociologi vid New School for Social Research i New York från 1952. Schütz lade grunden för en fenomenologisk samhällsvetenskap centrerad kring livsvärlden.